# Collot d'Herbois
Jean-Marie Collot, detto Collot d'Herbois (Parigi, 19 giugno 1749 – Caienna, 8 giugno 1796), è stato un attore teatrale, drammaturgo e politico francese.
Fu attore fallito, autore drammatico mediocre, direttore di teatro e deputato alla Convenzione nazionale durante la Rivoluzione francese. Fu tra i deputati che votarono a favore della condanna a morte di Luigi XVI. Si macchiò di gravi atrocità nel corso della repressione di una rivolta a Lione.

## Biografia
Jean-Marie Collot era figlio di un commerciante di preziosi ed orafo parigino. Della sua prima giovinezza si sa molto poco. Pare tuttavia che i suoi genitori si fossero trovati in difficoltà finanziarie e forse anche si fossero ad un certo momento separati.

### Commediante e drammaturgo
All'età di 18 anni iniziò la carriera di attore, adottando come nome d'arte quello di d'Herbois. Recitò in tutta la Francia, ed anche all'estero, dal 1767 al 1784 nelle città, fra l'altro, di Avignone, Tolosa, Bordeaux, Nantes, Caen, Angers, Nancy, Marsiglia, Anversa, L'Aia ed infine Lione.
Collot giunse a Lione nel  1782 e vi rimase per due anni. È in questo periodo che ebbe luogo l'episodio controverso dei fischi. Secondo la testimonianza del generale Beurnonville e dell'anziana attrice del teatro di Lione, Jenny Chevalier, nata Poirot, egli, che era giunto in città preceduto da una pessima reputazione, subì diverse delusioni e smacchi che suscitarono in lui un tenace rancore.. Numerosi autori contemporanei, fra i quali Louis Marie Prudhomme e Antoine François Bertrand de Molleville,
affermano parimenti che Collot d'Herbois, in quanto attore, veniva regolarmente fischiato dal pubblico lionese, il che avrebbe causato il suo rancore verso la città ed ispirate le violenze che egli vi commise durante la Rivoluzione.
Al contrario, secondo la testimonianza dell'abate Guillon de Montléon, che a quei tempi si trovava a Lione, scrittore realista per altro molto critico nei confronti del Collot, quest'ultimo non avrebbe mai subito tali mortificazioni, si comportava con dignità, era ricevuto nei salotti del bel mondo e figurava in tutte le feste organizzate dall'intendente Flesselles Anche secondo Alphonse Balleydier « il suo talento di attore era eccezionale ed apprezzato al punto che de Flesselles, intendente del re a Lione, l'aveva ammesso ai suoi salotti, sedotto tanto dai meriti dell'artista quanto dai versi elogiativi che questi gli aveva dedicato.
Secondo Emmanuel Vingtrinier, egli «era l'attore più adulato dai lionesi».
Egli fu scritturato come autore drammatico e direttore del Teatro di Ginevra ove, attore meglio pagato, gli furono pagate 6.000 lire Ritornato a Lione nel 1787, vi diresse il teatro prima di ottenere un posto a Ginevra il 22 febbraio 1789.
Dal 1772 egli scrisse alcune opere che firmò con il cognome del padre cui aggiunse il suo nome d'arte, quindi: Collot d'Herbois. Qualcuna di queste ebbe un certo successo, quali: Lucie ou les parents imprudents, dramma in cinque atti in prosa edita da Chappuis, libraio bordolese, o le Paysan magistrat, commedia in 5 atti e in prosa, tratta da Calderón de la Barca, rappresentata a Bordeaux nel 1781 ed a Parigi, al Théâtre Français, a partire dal 7 dicembre 1789.. Egli cessò di scrivere quando ebbe un impiego direttivo, verosimilmente piuttosto impegnativo. Dopo aver diretto il teatro di Ginevra rientrò a Parigi nel 1789, installandosi nel quartiere di Chaillot.

### Il rivoluzionario

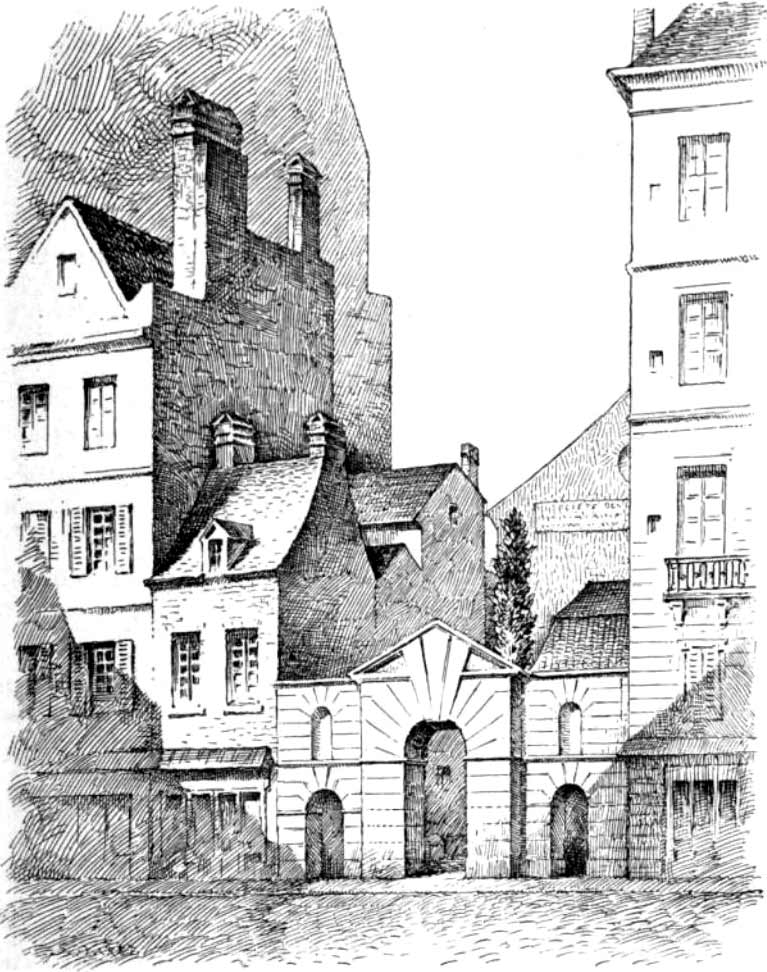
La Porta del Club dei Giacobini in via Saint-Honoré, Parigi, Francia.

La carriera politica di Collot cominciò con la sua partecipazione al Club dei Giacobini.
Egli si mise in luce nella primavera del 1791 con la difesa degli Svizzeri di Châteauvieux, accusati di ammutinamento.
La sua fama si accrebbe dopo il suo intervento in loro favore e la loro liberazione, ottenuta grazie ai suoi sforzi. Nell'autunno di quell'anno partecipò ad un concorso indetto dai Giacobini per la pubblicazione di un almanacco destinato a spiegare in termini facilmente comprensibili i vantaggi di una monarchia costituzionale. Si tratta dell'Almanach du Père Gérard, che ottenne un grande successo nella diffusione e gli conferì grande popolarità nel popolo parigino.
Da quel momento le sue opinioni divennero sempre più radicali, portandosi all'estrema sinistra dell'opinione pubblica parigina. Molto popolare sia nel Club dei Giacobini che in quello dei cordeliers, è probabile che abbia avuto un suo ruolo nella Comune e nella giornata del 10 agosto 1792. Presidente dell'Assemblea elettorale parigina, fu eletto deputato di Parigi alla Convenzione nazionale (terzo su 14 con 553 voti su 573 votanti), si sedette fra i banchi del Montagnardi.
Tra i primi ad esigere l'abolizione della monarchia, andò in missione a Nizza durante il processo a Luigi XVI. Di ritorno prima del verdetto, votò senza esitazione per l'esecuzione capitale del re.
Oppostosi al movimento della Gironda, compì ancora varie missioni nel Loiret, nell'Oise e nell'Aisne e presiedette l'assemblea dal 13 al 27 giugno 1793.

### Il ruolo durante il Terrore

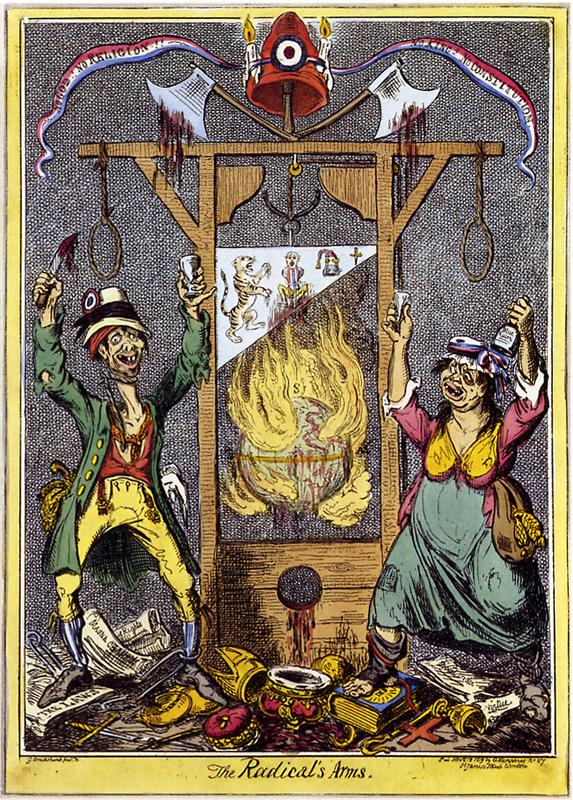
La ghigliottina, simbolo del regime del Terrore giacobino, in una caricatura inglese.

Partigiano del Terrore, entrò nel Comitato di salute pubblica il 6 settembre 1793 insieme a Billaud-Varenne.
Inviato in missione subito dopo, comandò insieme a Fouché, Albitte e Laporte le rappresaglie contro la rivolta federalista di Lione. 
Essi istituirono un comitato di demolizione, una commissione rivoluzionaria ed un comitato di sequestro. I bastioni e più di duecento case della città furono demoliti. Il terrore regnò in città, ove la commissione di giustizia moltiplicò le condanne a morte ed il cannone e le fucilazioni sostituirono la ghigliottina, considerata troppo lenta: « Collot d'Herbois commise atrocità a Lione – scrive il generale Gourgaud (Mémoires, I, 384-385) – non si concepisce come abbia potuto far fucilare da cinque a seimila persone e certamente, in una città come quella, l'esecuzione da cinquanta a sessanta capi era andata ben oltre il necessario»
Egli fu inoltre al centro del cosiddetto «affare delle camicie rosse», un attentato misterioso perpetrato da un suo dirimpettaio, Henri Admirat. Quella che era stata una questione di gelosia amorosa fu presentata come un complotto straniero contro i rappresentanti della nazione. Admirat fu giustiziato, vestito della camicia rossa riservata agli assassini e agli avvelenatori, e con lui Cécile Renault e cinquantatré dei suoi presunti complici il 29 pratile anno II.
Intanto, nel Comitato di salute pubblica, la tensione era vivissima: secondo Barras, particolarmente ben informato, Collot d'Herbois colpì Robespierre nel corso di una discussione molto vivace e costringendo quest'ultimo a prendere le distanze da quel momento dal Comitato ove era in minoranza..
Robespierre era perfettamente informato da Couthon, cui essi erano succeduti a Lione, dei saccheggi e delle distrazioni delle quali le voci li accusavano. Dubois-Crancé aveva anch'egli testimoniato in loro sfavore e Collot e Fouché, inquieti, si aggregarono a poco a poco ad un certo numero di rappresentanti di cattiva coscienza. Circolavano liste di nomi e si diceva che prossimamente sarebbero state lanciate gravi accuse da parte di Robespierre e di Saint-Just contro alcuni membri della Convenzione.
Alla caduta di Robespierre il 9 termidoro, Collot d'Herbois presiedeva la Convenzione nazionale e con le denunce di Billaud-Varenne, Tallien, Fréron ed in particolare Vadier (questi promotore del decreto d'incriminazione ai danni di Robespierre), che convinsero quasi tutti i parlamentari a condannare i principali deputati giacobini, approvò il decreto d'arresto e di condanna contro i due Robespierre (Maximilien ed Augustin), Saint-Just, Le Bas e Couthon.

### Il processo, la condanna e la morte
Dopo il 9 Termidoro,  Collot-d'Herbois fu posto sotto accusa con altri membri del Comitato di salute pubblica e del Comitato di sicurezza generale su denuncia di Lecointre. Condannato alla deportazione in Guyana in virtù del decreto del 12 germinale anno III (1º aprile 1795), fu imbarcato insieme a Billaud-Varenne e il 7 pratile (26 maggio 1795). Barère egualmente condannato, non fu deportato poiché riuscì a fuggire durante il viaggio.
Collot morì di febbre all'ospedale della Caienna circa un anno dopo e venne sepolto nel cimitero della cittadina medesima.

## Alcune sue opere
- Le Bénéfice
- Le Bon Angevin ou l'Hommage du cœur
- La Famille patriote
- Lucie ou les Parents imprudents
- Le Paysan magistrat
- Socrate
- Le Vrai généreux ou les Bons mariages
- L'almanach du Père Gérard (Parigi, 1791). Nuova edizione con il titolo: Etrennes aux amis de la Constitution française, ou entretiens du Père Gérard avec ses concitoyens (Parigi, 1792)

## Curiosità
Nella miniserie televisiva La rivoluzione francese, Collot d'Herbois è stato interpretato dall'attore Steve Kalfa.